# Apecchio
Apecchio – miejscowość i gmina we Włoszech, w regionie Marche, w prowincji Pesaro i Urbino.
Według danych na rok 2004 gminę zamieszkiwało 2111 osób, 20,5 os./km².